# Amy Lee
Amy Lee, właśc. Amy Lynn Lee, po mężu Hartzler (ur. 13 grudnia 1981 w Riverside w Kalifornii) – amerykańska wokalistka, autorka tekstów, kompozytorka, producent muzyczny i multiinstrumentalistka. W 1995 roku wraz z Benem Moodym założyła zespół muzyczny Evanescence. Wydała z nim trzy albumy studyjne. Wraz z zespołem była wielokrotnie nominowana do nagrody amerykańskiego przemysłu muzycznego Grammy.
W 2006 roku piosenkarka została sklasyfikowana na 69. miejscu listy 100 najlepszych metalowych wokalistów wszech czasów według Hit Parader.

## Życiorys
Amy Lynn Lee urodziła się 13 grudnia 1981 w Riverside w Kalifornii. Jest córką Johna i Sarah Lee. Ma rodzeństwo: Robbiego oraz dwie siostry: Lorie i Carrie. Gdy miała sześć lat, zmarła jej wówczas trzyletnia siostra Bonnie. We wczesnej młodości podjęła naukę gry na fortepianie, którą kontynuowała przez dziewięć kolejnych lat. W trakcie edukacji szkolnej przewodniczyła chórowi i wielokrotnie występowała publicznie. Rodzina Lee często zmieniała miejsce zamieszkania, kolejno z Riverside do Illinois, Florydy, a następnie do Little Rock. Tam w 2000 Lee została absolwentką Pulaski Academy. Przez krótki czas uczęszczała także do Middle Tennessee State University, gdzie miała studiować teorię muzyki oraz komponowanie, porzuciła jednak dalszą edukację by skupić się na grupie Evanescence.
W wywiadzie przeprowadzonym dla AOL Music Lee stwierdziła, że pierwsze skomponowane przez nią utwory jakie pamięta to „Eternity of the Remorse” oraz „A Single Tear”. Pierwszy napisała w wieku 11 lat, drugi zaś jako pracę na zaliczenie w ósmej klasie.

## Kariera

### Evanescence

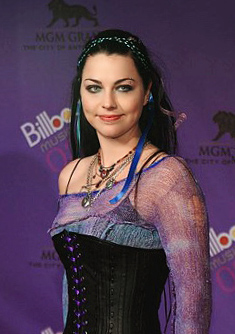
Amy Lee podczas Billboard Music Awards w 2003 roku.

W 1995 Amy Lee założyła wraz z Benem Moody grupę Evanescence. Poznali się oni na kościelnym obozie młodzieżowym, Moody usłyszał Lee grającą na fortepianie utwór Meat Loaf pt. „I’d Do Anything for Love (But I Won’t Do That)”. Początkowo próby odbywały się w mieszkaniach Moody’ego. Niedługo później para młodych muzyków zaczęła występować z akustycznym repertuarem w księgarniach i kawiarniach w Arkansas. W późniejszym czasie Lee wraz z Moodym nagrała dwa minialbumy, Evanescence EP (1998) oraz Sound Asleep EP (1999), sprzedawane były one przy okazji lokalnych występów. W roku 2000 Evanescence zarejestrowała kolejny minialbum, Origin. Zawierał on trzy utwory zawarte później na debiutanckim albumie Fallen: „Whisper”, „Imaginary” oraz „My Immortal”. Tylko „My Immortal” trafił na płytę w prawie niezmienionej postaci, pozostałe dwa zostały zmodyfikowane.

22 października 2003 Moody opuścił zespół z powodu „różnic co do twórczości”. Amy Lee stwierdziła w wywiadzie przeprowadzonym kilka miesięcy później: 

„...doszliśmy do wniosku, że jeśli coś się nie zmieni, nie będziemy w stanie dokonać kolejnego nagrania. (...) W końcu jesteśmy grupą z prawdziwego zdarzenia, a nie tylko Ben i ja oraz kilkoro obcych zebranych w jednym miejscu”.

{{Cytat}} Brakujące pola: treść. Przestarzałe pola: 1. Miejsce Moody’ego zajął były gitarzysta grupy Cold – Terry Balsamo. Po odejściu Moody’ego z zespołu i wydaniu albumu The Open Door, Amy Lee stała się liderką grupy. Łączny nakład sprzedanych wydawnictw Evanescence wynosi ponad 15 000 000 egzemplarzy.
Podczas wywiadu dla The Gauntlet, Lee stwierdziła, że nie jest pewna tego czy rozpocznie karierę solową. Dodała również, że Terry Balsamo oraz Tim McCord wciąż są członkami Evanescence, jednak ciągłe podróże i koncerty stały się dla niej męczące. Wokalistka powiedziała też, że pracuje nad nowymi utworami, lecz nie wie jeszcze gdzie zostaną one wykorzystane.
W grudniu 2005 roku Lee została pozwana za naruszenie kontraktu przez byłego managera grupy Evanescence, Dennisa Ridera. W odpowiedzi na pozew wokalistka oskarżyła go o niedopełnienie obowiązku należytego reprezentowania cudzych interesów oraz o molestowanie seksualne.

### Poza zespołem
W 2000 Lee gościnnie zaśpiewała w dwóch utworach byłego klawiszowca Evanescence, Davida Hodgesa, „Breathe” (The Summit Church: Summit Worship) oraz niewydanej „Fall Into You”. Zaśpiewała również w chórku w piosence „Missing You” zawartej na debiutanckim albumie Big Dismal pod tytułem Believe. Wzięła również udział w nagraniach dwóch piosenek supergrupy The Damning Well, ostatecznie jej partia została wycięta z powodu ewentualnego konfliktu z wytwórnią płytową. Lee nagrała w duecie ze swoim ówczesnym chłopakiem, a liderem grupy Seether, Shaunem Morganem, utwór „Broken”, został on zawarty na wydanym w 2004 roku na albumie Disclaimer II. Piosenka została również zawarta na ścieżce dźwiękowej do wydanego w 2004 filmu The Punisher.
W 2004 Lee stwierdziła, że pracuje nad ścieżką dźwiękową do filmu Opowieści z Narnii: Lew, czarownica i stara szafa, muzyka została jednak odrzucona przez producentów ponieważ była zbyt „mroczna”. Co więcej, producenci stwierdzili, że nigdy nie prosili Amy Lee o nagranie materiału na ścieżkę dźwiękową i nie planowali by nagrała ją grupa Evanescence.
W 2006 Lee została amerykańskim ambasadorem międzynarodowej fundacji Out of the Shadows, która zajmuje się edukacją na temat padaczki. Wcześniej u młodszego brata Amy Lee, Robby’ego, zdiagnozowano tę chorobę. Pod koniec 2006 Lee wystąpiła epizodycznie w teledysku do utworu Johnny’ego Casha pt. „God’s Gonna Cut You Down”.
W czerwcu 2008 Lee otrzymała od National Music Publishers’ Association nagrodę Songwriter Icon Award.
We wrześniu 2008 Lee wykonała dla wytwórni Walt Disney aranżację utworu „Sally’s Song”, została ona później umieszczona na albumie Nightmare Revisited. Na płycie zawarto nowe aranżacje utworów zawartych na oryginalnej ścieżce dźwiękowej do filmu Miasteczko Halloween z 1993 roku. Lee wykonała utwór „Sally’s Song” na żywo dwukrotnie, 13 października podczas występu w The Tonight Show with Jay Leno oraz 17 października podczas premiery Nightmare Revisited w Hollywood.

## Wizerunek sceniczny
Lee łączy w swoim stylu makijaż charakterystyczny dla subkultury gotyckiej ze strojami utrzymanymi w stylu wiktoriańskim. Wokalistka zaprojektowała także wiele kreacji, wystąpiła w nich między innymi w teledysku do utworu „Going Under”. Wykonał je według jej projektu japoński projektant mody, H. Naoto. Podczas koncertów Lee występuje często ubrana w różnego rodzaju gorsety, długie suknie oraz glany.
Lee niejednokrotnie wyrażała swoją niechęć do wykorzystywania seksualności dla zdobycia popularności i rozgłosu.
W 2006 Amy Lee została wymieniona przez redakcję magazynu Blender m.in. wraz z: Joan Jett, Courtney Love oraz Liz Phair w zestawieniu najgorętszych kobiet sceny rockowej.

## Muzyka i teksty
Muzyka Evanescence określana jest jako rock alternatywny. Charakterystyczną cechą linii melodycznej są nisko strojone gitary o nu-metalowym brzmieniu. Lee jest autorką partii chóralnych na albumie Fallen. Wokalistka jest także autorką tekstów piosenek, inspiracją do ich napisana były jej własne doświadczenia. Śmierć jej młodszej siostry natchnęła ją do stworzenia utworów „Hello” z albumu Fallen oraz „Like You” z The Open Door. Podczas jednego z wywiadów przyznała, że Josh Hartzler, jej obecny mąż, zainspirował on ją do napisania utworów „Good Enough” i „Bring Me to Life”. Lee w oparciu o własne przeżycia napisała też piosenkę „Snow White Queen”, zrobiła to po tym, jak jeden z jej fanów zaczął ją prześladować.
Jako źródło swojej inspiracji podaje wielu artystów, od klasycznych (Mozart) po współczesnych: Björk, Tori Amos, Danny Elfman, Plumb, Korn, Soundgarden, Portishead, Beth Gibbons, Nine Inch Nails oraz Nirvana.

## Dyskografia

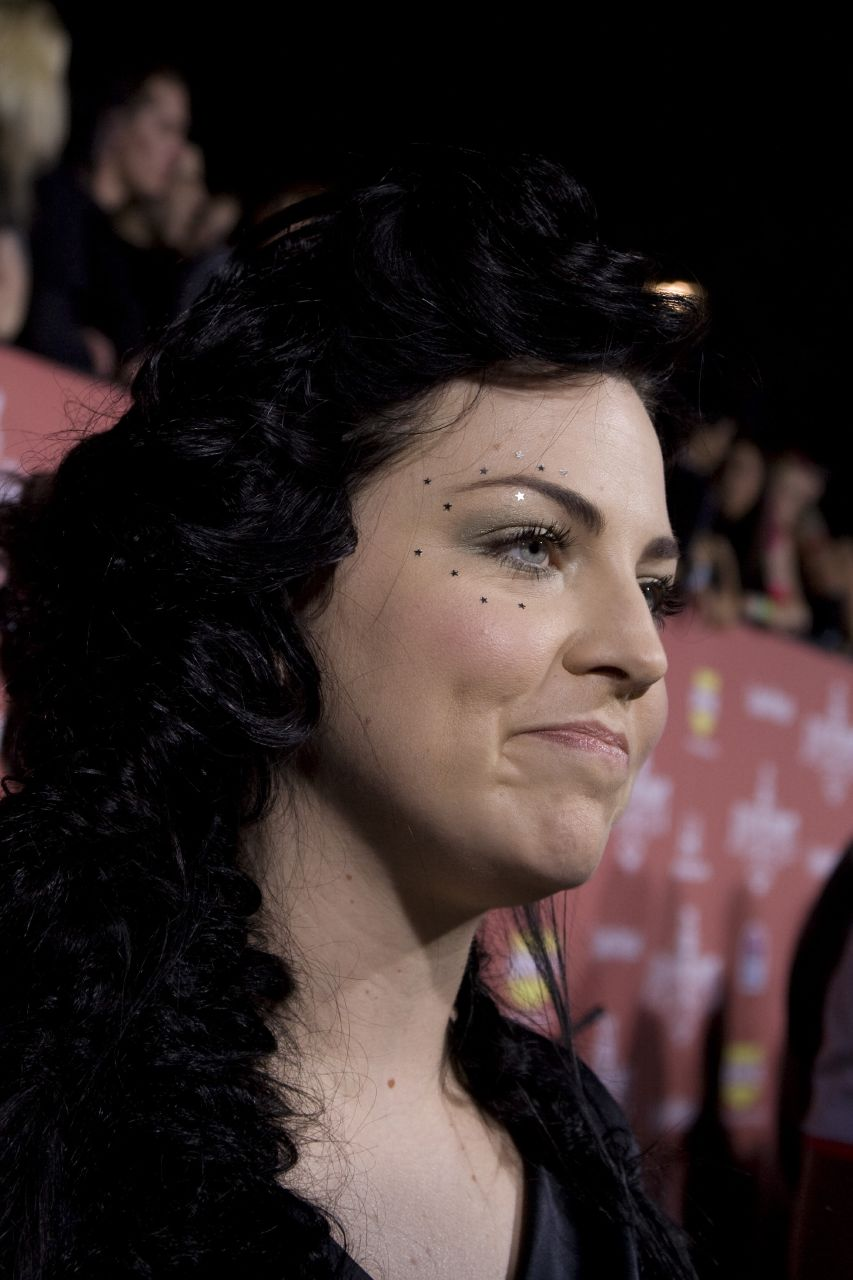
Amy Lee podczas 2007 Scream Awards

Albumy studyjne
| Tytuł                       | Dane dot. albumu                                       |
| --------------------------- | ------------------------------------------------------ |
| Aftermath (oraz Dave Eggar) | - Data: 25 sierpnia 2014 - Wydawca: 110 Records, Inc.  |
| Recover, Vol. 1 (EP)        | - Data: 19 lutego 2016 - Wydawca: Amy Lee Music, Inc   |
| Dream Too Much              | - Data: 30 września 2016 - Wydawca: Amy Lee Music, Inc |

Single
| „Broken” (Seether featuring Amy Lee)        | 2004 | 20 | 106 | 3 | 2 | 18 | - AUS: platynowa płyta - USA: złota płyta | Disclaimer II                   |
| „Freak on a Leash” (Korn featuring Amy Lee) | 2007 | 89 | –   | – | – | –  |                                           | MTV Unplugged                   |
| „Love Exist”                                | 2017 | –  | –   | – | – | –  |                                           |                                 |
| „Speak To Me”                               | 2017 | –  | –   | – | – | –  |                                           | Voice from the Stone Soundtrack |
| „–” singel nie był notowany.                |      |    |     |   |   |    |                                           |                                 |

Inne
| Album                                                       | Rok  | Uwagi                                         |
| ----------------------------------------------------------- | ---- | --------------------------------------------- |
| David Hodges – The Summit Church: Summit Worship            | 2000 | gościnnie śpiew w utworze „Breathe”           |
| Big Dismal – Believe                                        | 2003 | gościnnie śpiew w utworze „Missing You”       |
| Seether – Disclaimer II                                     | 2004 | gościnnie śpiew w utworze „Broken”            |
| Korn – MTV Unplugged: Korn                                  | 2007 | gościnnie śpiew w utworze „Freak on a Leash”  |
| We Walk the Line: A Celebration of the Music of Johnny Cash | 2012 | śpiew w utworze „I’m So Lonesome I Could Cry” |

## Nagrody i wyróżnienia
Grammy Awards
| Rok  | Nominacja dla      | Kategoria | Wynik     |
| ---- | ------------------ | --- | --------- |
| 2004 | Evanescence        | Best New Artist (Najlepszy nowy artysta)                                                                      | Wygrana   |
| 2004 | „Bring Me to Life” | Best Hard Rock Performance (Najlepsze hardrockowe wystąpienie)                                                | Wygrana   |
| 2004 | Fallen             | Album of the Year (Album muzyczny roku)                                                                       | Nominacja |
| 2004 | Fallen             | Best Rock Album (Najlepszy album rockowy)                                                                     | Nominacja |
| 2004 | „Bring Me to Life” | Best Rock Song (Najlepsza rockowa piosenka)                                                                   | Nominacja |
| 2005 | „My Immortal”      | Best Pop Performance by a Duo or Group with Vocal (Najlepsze popowe wystąpienie wokalne w duecie lub z grupą) | Nominacja |
| 2008 | „Sweet Sacrifice”  | Best Hard Rock Performance (Najlepsze hardrockowe wystąpienie)                                                | Nominacja |

MTV EMA Awards
| Rok  | Nominacja dla      | Kategoria                            | Wynik     |
| ---- | ------------------ | ------------------------------------ | --------- |
| 2003 | „Bring Me To Life” | Najlepsza piosenka                   | Nominacja |
| 2003 | Evanescence        | Najlepszy zespół                     | Nominacja |
| 2003 | Evanescence        | Najlepszy występ                     | Nominacja |
| 2006 | Evanescence        | Najlepszy rock                       | Nominacja |
| 2007 | Evanescence        | Rock Out (dosłownie: Rock na całość) | Nominacja |

Kerrang! Awards
| Rok  | Nominacja dla | Kategoria                       | Wynik   |
| ---- | ------------- | ------------------------------- | ------- |
| 2003 | Evanescence   | Najlepszy zagraniczny debiutant | Wygrana |
| 2007 | Amy Lee       | Najseksowniejsza kobieta        | Wygrana |

## Życie prywatne
Od maja 2003 do września 2005 związana z Shaunem Morganem, wokalistą grupy Seether. Związek z nim był inspiracją do napisania utworu „Call Me When You’re Sober”. 9 stycznia 2007 podczas emisji programu Live @ Much na MuchMusic obwieściła, że poprzedniego wieczora została poproszona o rękę. Później potwierdziła tę informację na EvThreads.com, oświadczył się jej wieloletni przyjaciel, Josh Hartzler. Podczas wywiadu przyznała, że zainspirował on ją do napisania utworów „Good Enough” i „Bring Me to Life”. Para pobrała się 6 maja 2007. Po fakcie Lee oznajmiła na EvThreads, że jest już „oficjalnie panią Amy Hartzler.”. 28 lipca 2014 na świat przyszło pierwsze dziecko Amy Lee, syn Jack Lion Hartzler.